# Merodon alexeji
Merodon alexeji là một loài ruồi trong họ Ruồi giả ong (Syrphidae). Loài này được Paramonov mô tả khoa học đầu tiên năm 1925. Merodon alexeji phân bố ở vùng Cổ Bắc giới